# Chioma Ajunwa
Chioma Ajunwa-Opara, MON (sinh ngày 25 tháng 12 năm 1970) - còn được gọi với cái tên khác là Chioma Ajunwa - là một cựu vận động viên người Nigeria chuyên về bộ môn nhảy xa. Sau những thất bại khác nhau trong sự nghiệp, cô trở nên nổi tiếng khi trở thành vận động viên đầu tiên ở nước mình giành huy chương vàng Olympic tại Thế vận hội Mùa hè 1996 được tổ chức Atlanta, và cho đến nay vẫn là vận động viên Olympic giành được huy chương cá nhân duy nhất cho Nigeria. Chioma Ajunwa là người phụ nữ da đen châu Phi đầu tiên giành huy chương vàng Olympic. Ngoài là một vận động viên nổi tiếng, Ajunwa còn là một sĩ quan của Lực lượng Cảnh sát Nigeria.

## Đầu đời
Sinh ra trong gia đình được cô tường thuật là "một gia đình rất nghèo", Ajunwa, người sinh ra tại Ahiazu-Mbaise là đứa con cuối cùng trong số chín đứa trẻ, với sáu anh trai và hai chị em gái. Cha cô qua đời khi cô vẫn còn trẻ, bỏ lại vợ đơn độc nuôi một gia đình lớn, đông thành viên. Năm mười tám tuổi, Ajunwa, một người tham gia điền kinh sắc sảo trong những năm đi học, đã được nhận vào trường đại học nhưng không thể đăng ký do mẹ cô không có khả năng chi trả học phí. Sau đó, cô quyết định trở thành một thợ cơ khí, nhưng từ bỏ ý tưởng này vì sự không đồng ý đến từ phía mẹ cô.